# Marija Bajda
Marija Karpowna Bajda (ros. Мари́я Ка́рповна Ба́йда, ur. 1 lutego 1922 we wsi Nowosielskoje w rejonie czornomorskim w obwodzie krymskim, zm. 30 sierpnia 2002 w Sewastopolu) – radziecka żołnierka, Bohater Związku Radzieckiego (1942).

## Życiorys
W 1936 ukończyła niepełną szkołę średnią w mieście Dżankoj, pracowała w sowchozie, w szpitalu i w wiejskiej spółdzielni, od 1941 służyła w Armii Czerwonej, skończyła kurs sanitariuszek.
Od września 1941 uczestniczyła w działaniach wojennych na froncie, była starszym sierżantem w 2. batalionie 514. pułku strzelców w 172. Dywizji Strzeleckiej w składzie Armii Nadmorskiej i Frontu Północno-Kaukaskiego. W maju 1942 podczas jednej z walk o Sewastopol uwolniła z niemieckiej niewoli radzieckiego oficera i innych żołnierzy i zabiła 15 Niemców. 12 lipca 1942 została ciężko ranna i wzięta do niewoli, następnie osadzona w obozie koncentracyjnym, skąd 8 maja 1945 została uwolniona przez wojsko amerykańskie. Po wojnie zdemobilizowana, kilkakrotnie była wybierana deputowaną rady miejskiej Sewastopola. W 1976 otrzymała honorowe obywatelstwo Sewastopola.

## Odznaczenia
- Złota Gwiazda Bohatera Związku Radzieckiego (20 czerwca 1942)[1]
- Order Lenina (20 czerwca 1942)
- Order Wojny Ojczyźnianej I klasy
- Medal „Za obronę Sewastopola”[2]
- Medal „Za zwycięstwo nad Niemcami w Wielkiej Wojnie Ojczyźnianej 1941–1945”[2]
- Order Bohdana Chmielnickiego II klasy (1995)[2]